# 袁姗姗
袁姍姍（1987年2月22日—），出生於湖北省襄樊市，中国大陆女演员。

## 經歷
北京电影学院2005級表演系本科班畢業。2010年8月，22岁的袁姍姍在劉雪華推薦下，参与《宮鎖心玉》的演出，飾演宮女如冰一角。隔年因為大學同學兼好友楊冪向編劇于正推薦，與于正工作室簽約，出演《宮鎖珠簾》女主角。2013年，飾演電視劇《笑傲江湖》中的任盈盈一角引起話題。

## 演出作品

### 电视剧
| 首播年份 | 剧名            | 角色           | 备注                       |
| 2009年   | 我的傻瓜老婆    | 林笑笑         |                            |
| 2010年   | 怪俠一枝梅      | 冰冰           |                            |
| 2010年   | 大屋下的丫鬟    | 菊             |                            |
| 2011年   | 野鴨子          | 方婷婷         |                            |
| 2011年   | 宮鎖心玉        | 如冰（客串）   |                            |
| 2011年   | 被遺棄的秘密    | 崔珊珊         |                            |
| 2011年   | 秦香蓮          | 秦香蓮         |                            |
| 2012年   | 傾城雪          | 徐瑾           |                            |
| 2012年   | 宮鎖珠簾        | 鈕祜祿·憐兒    |                            |
| 2012年   | 山河恋·美人无泪 | 大玉儿         |                            |
| 2012年   | 王的女人        | 于妙戈         | 相似人物：虞姬             |
| 2013年   | 笑傲江湖        | 任盈盈、雪心   |                            |
| 2013年   | 十三格格新傳    | 爱新觉罗·毓琳  | 十三格格                   |
| 2013年   | 幸福綻放        | 夏霏           |                            |
| 2013年   | 沧海横流        | 金娣           | 2009年拍攝 又名:瀟湘路一號 |
| 2013年   | 爱在春天        | 姚小蝶         |                            |
| 2013年   | 我为宫狂        | 禧妃（客串）   | 網絡劇                     |
| 2013年   | 猎天狼          | 孙晓雨（客串） |                            |
| 2014年   | 家有喜妇        | 倪好           |                            |
| 2014年   | 宫锁连城        | 宋连城、佟毓秀 |                            |
| 2014年   | 美人制造        | 永宁公主       |                            |
| 2015年   | 天使的城        | 关莎莎         |                            |
| 2015年   | 芙蓉锦          | 贺兰           |                            |
| 2015年   | 屌丝男士4       | 女老师         | 網絡劇，客串               |
| 2015年   | 向幸福出发      | 叶琳           | 原名《半步天涯》           |
| 2015年   | 我爱男保姆      | 陆晴           |                            |
| 2016年   | 整容季          | 醫院院長       | 客串，網絡劇               |
| 2016年   | 恋爱真美        | 徐梓琳         |                            |
| 2017年   | 云巅之上        | 简兮           |                            |
| 2017年   | 国民大生活      | 陆露           |                            |
| 未播     | 米露露求爱记    | 米露露         | 2017年拍摄                 |
| 2019年   | 国宝奇旅        | 周若思         |                            |
| 2019年   | 老酒馆          | 婉容           | 客串                       |
| 2020年   | 创业年代        | 姚昆           |                            |
| 2020年   | 焕脸            | 王小艾         | 網絡劇                     |
| 2021年   | 江山如此多娇    | 沙鸥           |                            |
| 2021年   | 理想照耀中国    | 杨丽梅         | 單元《你的眼神》           |
| 2023年   | 妻子的新世界    | 沈安安         | 網絡劇                     |
| 2023年   | 铁马豪情的日子  | 王冉秋         | 2019年拍摄                 |
| 2024年   | 手术直播间      | 常悅           |                            |
| 2025年   | 归队            | 花儿           |                            |
| 待播     | 盛怒            |                | 網絡劇                     |
| 待播     | 春日之地        | 陈蓉           | 網絡劇                     |

### 电影
| 上映年份 | 电影名                 | 角色         | 备注       |
| 2008年   | 《戏院凶座》           | 上官燕       |            |
| 2008年   | 《女生宿舍的秘密》     | 宿舍成员之一 |            |
| 2008年   | 《女生宿舍的秘密II》   | 宿舍成员之一 |            |
| 2009年   | 《巫山梦》             | 季安然       |            |
| 2014年   | 《有一天》             | 苏小美       |            |
| 2015年   | 《煎饼侠》             | 杜潇潇       |            |
| 2016年   | 《所以，和黑粉结婚了》 | 方淼淼       |            |
| 2017年   | 《疯岳撬佳人》         | 张子墨       |            |
| 2017年   | 《缝纫机乐队》         | 煎饼摊老板娘 | 客串       |
| 2018年   | 《一墙之隔》           | 吴凡         | 2010年拍摄 |
| 2018年   | 《龙虾刑警》           | 花姐         |            |
| 2019年   | 《小Q》                | 廖碧珊       |            |
| 2023年   | 《靠近我一点》         | Amanda       |            |
| 2024年   | 《大突围》             | 申芮         |            |
| 待上映   | 《哀牢山迷境》         |              |            |

### 舞台剧
| 年份 | 剧名       | 角色 | 备注                                                                 |
| 2021 | 贼想得到你 | 凯丽 | 开心麻花话剧，2021年12月3日19:30在北展剧场进行首演。共举行六场演出。 |

### 综艺节目
- 2015年 世界青年说 嘉賓
- 2015年 一年级·大学季 副班主任
- 2016年 王牌对王牌 第九期嘉宾
- 2016年 燃烧吧！卡路里 明星嘉宾
- 2016年 欢乐总动员 明星嘉宾
- 2017年 奔跑吧第五季第一期 嘉賓
- 2018年 《青春同學會東方衛視與歡樂傳媒》明星嘉賓
- 2018年 《2018湖南衛視中秋之夜》 表演嘉賓
- 2018年  幻樂之城 唱演人
- 2019年 我家那闺女 观察对象
- 2021年 乘风破浪的姐姐 (第二季)选手

## 音樂作品
- 2012年 《宮鎖珠簾》插曲 《相思曲》（舒畅、张嘉倪伴唱）
- 2012年 《山河恋·美人无泪》主題曲 《无泪》（韩栋合唱）、片尾曲《承诺》
- 2013年 《笑傲江湖》片尾曲《爱我》女生版、插曲《觉悟》
- 2013年 《爱在春天》片尾曲《我和春天有个约会》女生版
- 2014年 《宫锁连城》主题曲《不怨》、片尾曲《寂寞红》
- 2016年 《所以...和黑粉結婚了》主题曲《我討厭你》

## 獲獎
- 2011年南方盛典最佳新人奖 　《秦香莲》
- 2011年第28届飞天奖长篇电视剧三等奖  《野鸭子》
- 2011年第一届影视风云榜新势力盛典最受年轻观众期待电视剧奖   《宫锁珠帘》
- 2012年第一季度娱乐电视大奖最佳女主角   《宫锁珠帘》
- 2012年第三届优酷大剧盛典最佳女主角奖   《宫锁珠帘》
- 2012年第二届乐视影视盛典电视剧破亿俱乐部奖   《宫锁珠帘》
- 2012年第二届乐视影视盛典最具突破艺人奖   《宫锁珠帘》
- 2013亚洲偶像盛典最具潜力女演员 《爱在春天》